# Mémoire spatiale

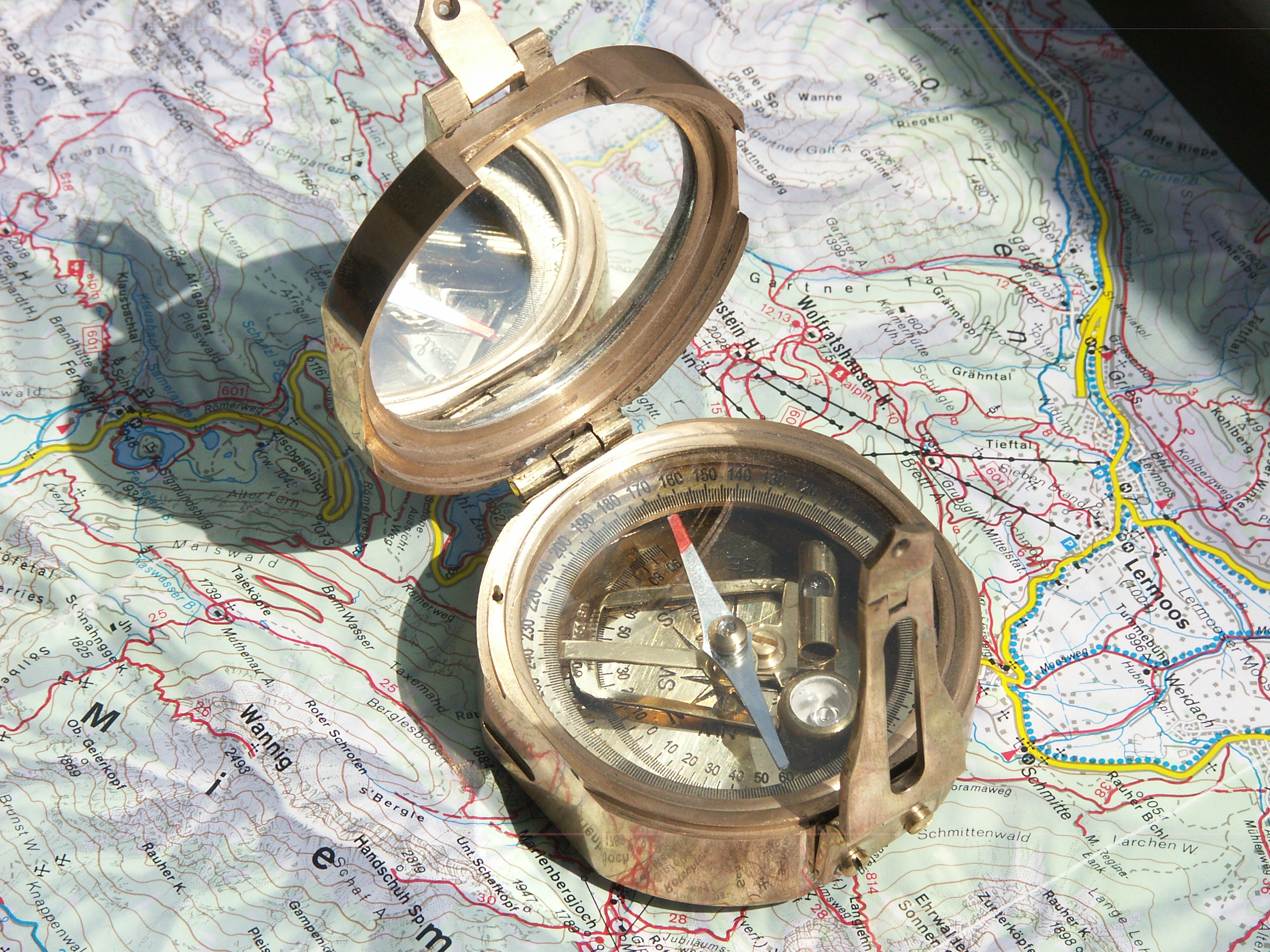
La mémoire spatiale est nécessaire pour naviguer dans un environnement.

La mémoire spatiale est la partie de la mémoire d'un individu responsable de l'enregistrement des informations concernant l'espace environnant et l'orientation spatiale de l'individu dans celui-ci. La mémoire spatiale est ainsi requise pour la navigation spatiale dans un lieu connu, comme dans un quartier familier.
Elle est étudiée en neuroscience (chez le rat) et en psychologie cognitive (chez l'homme). Elle semble principalement constituée de carte cognitive et présente des composantes aux niveaux de la mémoire de travail, de la mémoire à court terme et de la mémoire à long terme. Les recherches dans ce domaine indiquent qu'il existe des aires spécifiquement dédiées à la mémoire spatiale dans le cerveau, en particulier l'hippocampe et le cortex entorhinal médian dorsalcaudal (dMEC) qui contient une carte topographique organisée de l'environnement spatial constitué de cellules de grille.
Durant la navigation, différentes stratégies sont spontanément adoptées afin de s’orienter dans l’environnement. La stratégie spatiale implique la construction de relations entre des repères situés dans l’environnement afin de créer une carte cognitive soutenue par l’hippocampe. La stratégie réponse, quant à elle, consiste à mémoriser une série de mouvements à partir de points stratégiques et elle est prise en charge par le striatum. La présence d'une relation inverse entre la quantité de matière grise au niveau de l’hippocampe et celle au niveau du striatum a été démontrée. 

## Dans la géographie culturelle
La géographie culturelle s’intéresse à la notion de spatialisation des mémoires collectives et individuelles. En effet, le champ mémoriel s’est tout particulièrement développé en sciences sociales en même temps que de nombreuses sociétés démêlaient et construisaient leurs rapports aux mémoires traumatiques majoritairement issues d’évènements conflictuels et post-conflictuels du 20e siècle. Les enjeux de ces relations au passé ont été étudiés par les anthropologues, les historiens, les historiennes et finalement le terme « Memory boom » s’est imposé dans le monde académique des sciences humaines et sociales,. 
D’une manière plus générale, la mémoire, en tant qu’objet appréhendé d’un point de vue spatial  produit de l’espace en conjuguant différentes échalles ; elle interroge la nature des liens entre les territoires et leur caractère symbolique et permet de comprendre la manière dont les individus et groupes sociaux produisent, façonnent et/ou modifient l’espace, d'un point de vue matériel et idéel, par leurs représentations et pratiques mémorielles.